# Armais Sayadov
Armais Vaganovich Sayadov (in russo Армаис Ваганович Саядов?; in armeno Արամայիս Սայադյան?); Baku, 18 ottobre 1937) ex lottatore e allenatore di lotta sovietico di nazionalità azera, dal 1991 armeno-ucraino, specializzato nella lotta libera e greco-romana.

## Biografia
Nacque il 18 ottobre 1936 a Baku nella RSS Azera, creata dal Nono Congresso Straordinario Azero dei Soviet, che determinò la fine della Repubblica Socialista Federativa Sovietica Transcaucasica.
Suo padre era lottatore armeno Vagan Sayadyan, che cambiò cognome in Sayadov in Azerbaigian. Georgy Sayadov, uno dei suoi quattro fratelli, divenne lottatore di caratura internazionale e partecipò ai Giochi olimpici estivi di Helsinki 1952. Originariamente Armais Sayadov gareggiò nella lotta libera nei pesi mosca come il fratello, ma in seguito passò alla lotta greco-romana per evitare di competere contro di lui.
Si mise in mostra nel 1958, grazie alla vittoria del titolo sovietico. Cosa che riuscì ad ottenere anche nel 1961, 1963 e 1965.
Ai mondiali di Yokohama 1961, si laureò campione iridato nei pesi mosca.
Tra anni più tardi, rappresentò la Unione Sovietica alle Olimpiadi di Tokyo 1964, dove fu eliminato al terzo turno del torneo dei pesi mosca, a seguito della sconfitta contro l'italiano Ignazio Fabra.
Agli europei di Essen 1966, vinse la medaglia d'argento nella categoria dei pesi gallo, alle spalle del tedesco Fritz Stange.
Dopo il ritiro dall'attività agonistica, ebbe una lunga carriera come allenatore e arbitro. 
Nel 1990, durante il pogrom di Baku, per mettersi al riparo dalle violenze degli azeri nei confronti degli armeni residenti, dovette fuggire dalla sua città natale e si rifugiò a Kiev, in Ucraina.

## Palmarès
| Anno | Manifestazione  | Sede     | Evento              | Risultato | Note |
| ---- | --------------- | -------- | ------------------- | --------- | ---- |
| 1961 | Mondiali        | Yokohama | Pesi mosca (-52 kg) | Oro       |      |
| 1964 | Giochi olimpici | Tokyo    | Pesi mosca (-52 kg) | Bronzo    |      |
| 1966 | Europei         | Essen    | Pesi gallo (-57 kg) | Argento   |      |

### Competizioni nazionali
- Campionati sovietici di lotta: 4

 Oro: 1958, 1961, 1963, 1965